# Porno Graffitti
Porno Graffitti (яп. ポルノグラフィティ поруно гурафити) — японская рок-группа, созданная в 1994 году. Название группы происходит от альбома Pornograffitti американской фанк-метал-группы Extreme.

## История
Группа была создана в 1994 году. Изначально в неё входило три человека. В 1997 году был заключен контракт с Sony Music. В 1999 году вышел первый сингл — Apollo. Последующие синглы, Saudade и Agehachou были проданы в Японии тиражами свыше миллиона каждый. Также группа известна своими саундтреками к популярным аниме, таким как Fullmetal Alchemist, Great Teacher Onizuka, Bleach, Magi: The Labyrinth of Magic и Boku no Hero Academia. Porno Graffitti 11 раз участвовала в «Кохаку ута гассэн» (яп. 紅白歌合戦), престижном ежегодном музыкальном конкурсе телекомпании NHK. Группа ведёт активную концертную деятельность.

## Состав
Нынешний состав
- Акихито Окано — вокал
- Харуити Синдо — гитара

Бывший участник
- Масами Сиратама — бас-гитара

### Дискография
Синглы 
- "Apollo" (アポロ Aporo?) - 8 сентября 1999
- "Hitori no Yoru" (ヒトリノ夜?, "A Lonely Night") -  26 января 2000
- "Music Hour" (ミュージック・アワー Myūjikku Awā?) -  12 июля 2000
- "Saudade" (サウダージ Saudāji?, "Nostalgia") -  13 сентября 2000
- "Saboten" (サボテン?, "Cactus") -  6 декабря 2000
- "Agehachō" (アゲハ蝶?, "Swallowtail") -  27 июня 2001
- "Voice" (ヴォイス Voisu?) -  17 октября 2001
- "Shiawase ni tsuite Honki Dashite Kangaete Mita" (幸せについて本気出して考えてみた?, "I Tried to Think Seriously about Happiness") -  6 марта 2002
- "Mugen"[Note 1] -  15 мая 2002
- "Uzu" (渦?, "Whirlpool") -  5 февраля 2003
- "Oto no Nai Mori" (音のない森?, "Soundless Forest") -  6 августа 2003
- "Melissa" (メリッサ Merissa?) -  26 сентября 2003
- "Ai ga Yobu Hō e" (愛が呼ぶほうへ?, "To the Place Where Love Is Calling") -  6 ноября 2003
- "Lack" (ラック Rakku?) -  3 декабря 2003
- "Sister" (シスター Shisutā?) -  8 сентября 2000
- "Tasogare Romance"" (黄昏ロマンス?, "Twilight Romance") - 10 ноября 2004
- "Neomelodramatic/Roll" (ネオメロドラマティック/ROLL Neomerodoramatikku/ROLL?) -  2 марта2005
- "NaNaNa Summer Girl" (NaNaNa サマーガール NaNaNa Samā Gāru?) -  3 августа 2005
- "Yo Bailo/Don't Call Me Crazy" (ジョバイロ/DON'T CALL ME CRAZY Jo Bairo/DON'T CALL ME CRAZY?) -  16 ноября 2005
- "Haneuma Rider" (ハネウマライダー Haneuma Raidā?, "Mad Horse Rider") -  28 июня 2006
- "Winding Road" -  4 октября 2006
- "Link" (リンク Rinku?) -  18 июля 2007
- "Anata ga Koko ni Itara" (あなたがここにいたら?, "If You Were Here") -  14 февраля 2008
- "Itai Tachiichi" (痛い立ち位置?, "Painful Positions") - 25 июня 2008
- "Gifts" (ギフト Gifuto?) -  20 августа 2008
- "Love,too Death,too" -  8 октября 2008
- "Koyoi, Tsuki ga Miezutomo" (今宵、月が見えずとも?, "If the Moon Can't Be Seen Tonight") -  10 декабря 2008
- "Kono Mune wo, Ai wo Iyo" (この胸を、愛を射よ?, "Strike This Heart, with Love" or"This Chest, Shoot It with Love") -  9 сентября 2009
- "Anima Rossa" (アニマロッサ?, "Red Soul") -  25 ноября 2009
- "Hitomi no Oku o Nozokasete" (瞳の奥をのぞかせて?, "Let the Depths of Eyes Peep Out") -  10 февраля 2010
- "Kimi wa 100%" (君は100% Kimi wa Hyaku Pāsento?, "You are 100%") -  27 октября 2010
- "EXIT" -  2 марта 2011
- "One More Time" (ワンモアタイム Wan Moa Taimu?) -  21 сентября 2011
- "Yuki no Iro" (ゆきのいろ?, "The Color of Snow") -  23 ноября 2011
- "2012 Spark" -  8 февраля 2012
- "Kageboushi" (カゲボウシ?, "Silhoutte") -  19 сентября 2012
- "Matataku Hoshi no Shita de" (瞬く星の下で?, "Under The Twinkle Star") -  6 марта 2013
- "Seishun Hanamichi" (青春花道?, "A Youth Way") -  11 сентября 2013
- "Tokyo Destiny" (東京デスティニー Tokyo Desutini?) -  16 октября 2013
- "Oretachi no Celebration" (俺たちのセレブレーション Oretachi no Serebureshon?, "Our Celebration") - 3 сентября 2014
- "One Woman Show ~Amai Maboroshi~" (ワン・ウーマン・ショー ～甘い幻～ Wan Uman Sho ~Amai Maboroshi~?, "One Woman Show ~Sweet Illusion~") -  5 ноября 2014
- "Oh! Rival" (オー！リバル｜O! Ribaru?) -  15 апреля 2015
- "THE DAY" -  25 мая 2016
- "LiAR"  -  9 ноября 2016

Альбомы
- 8 марта 2000 — Romantist Egoist (ロマンチスト・エゴイスト)
- 28 февраля 2001 — foo?
- 27 марта 2002 — Kumo o mo Tsukamu Tami (雲をも掴む民?)
- 26 февраля 2003 — Worldillia
- 20 апреля 2005 — Thumpx
- 22 ноября 2006 — M-Cabi
- 29 августа 2007 — The 7th Album Porno Graffitti
- 24 марта 2010 — ∠ Trigger
- 28 марта 2012 — Panorama Porno
- 19 августа 2015 — RHINOCEROS